# Théâtre de Guénégaud

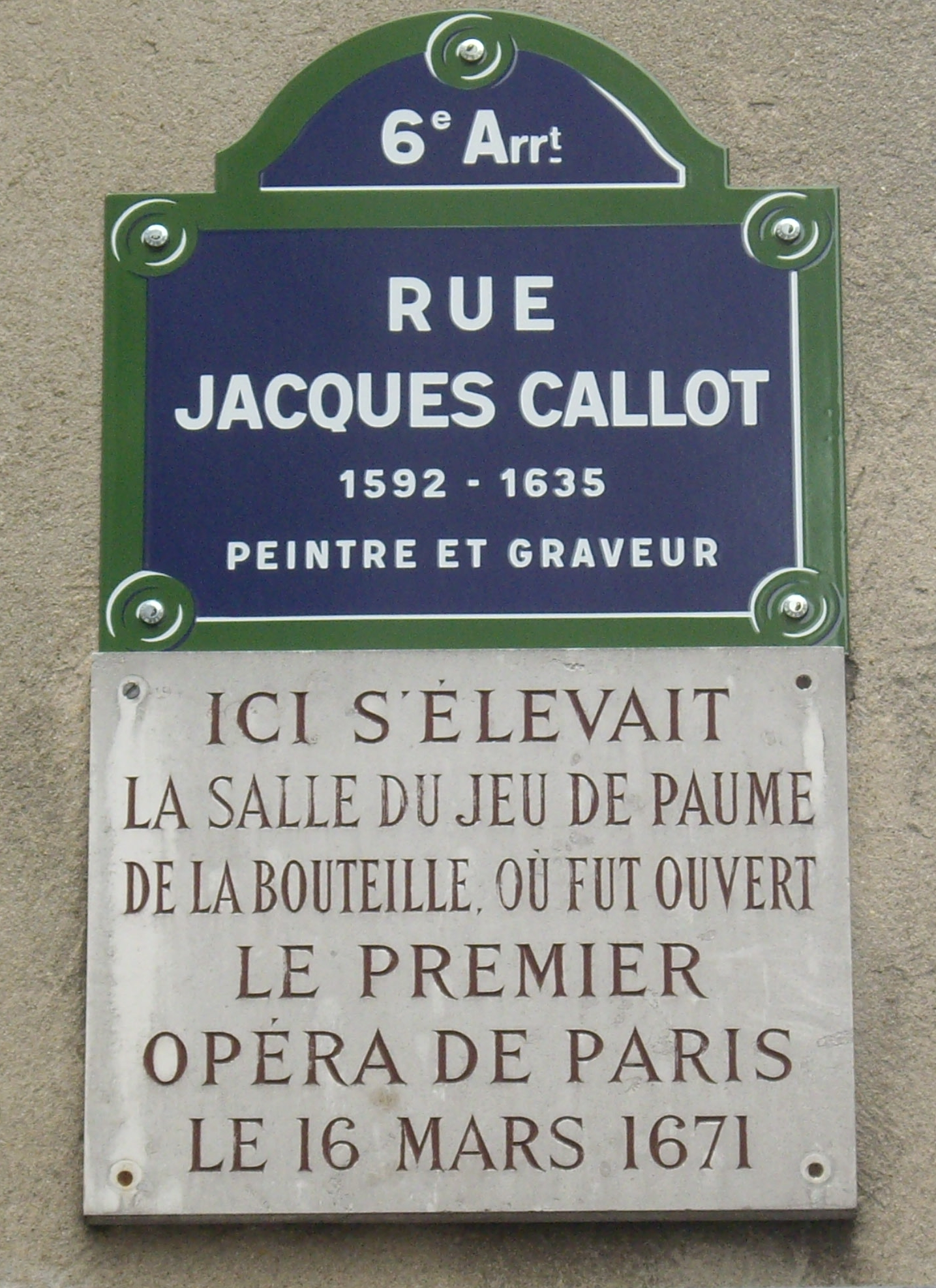
Plaque Jeu de paume de la Bouteille, Rue Jacques-Callot, Paris 6

Théâtre de Guénégaud var ett franskt teatersällskap och teater i Paris, bildat 1673 och upplöst 1680. Den var en av Paris två stora konkurrerande teatrar innan dessa två år 1680 slogs ihop och bildade Comédie-Française.  

## Historik
Teatern bildades år 1671, när huset, som ursprungligen användes som lokal för bollspel, gjordes om till teaterbyggnad. De två rivaliserande teatersällskapen Troupe de Molière och Théâtre du Marais förenades år 1673 i en på denna teater. Teatern är känd som scenen för den första franskspråkiga operaföreställningen, Robert Camberts Pomone med libretto av Pierre Perrin. 
År 1680 förenades teatern med sin rival Hôtel de Bourgogne (teater) och bildade Comédie-Française.